# Pinar del Río (prowincja)
Pinar del Río – jedna z piętnastu prowincji Kuby. Zajmuje powierzchnię około 8880 km². Jej siedzibą jest Pinar del Río. W 2014 roku prowincję zamieszkiwały 589 664 osoby.

## Położenie
Pinar del Río jest najdalej na zachód położoną prowincją na Kubie, między 21°54′ a 23°00′N oraz 84°57′ a 83°00′W. Jej całkowita powierzchnia wraz z przybrzeżnymi wyspami wynosi około 8880 km² i jest czwartą pod względem wielkości w kraju. Najdalej na południe wysuniętym punktem jest przylądek Corrientes (21°52′11″N 84°31′00″W), na zachód – przylądek San Antonio (21°52′00″N 84°31′00″W). Od północy obszar ogranicza Zatoka Meksykańska, od zachodu – prowincja Artemisa, od południa – Morze Karaibskie i Zatoka Batabanó, od wschodu – Cieśnina Jukatańska.

## Podział terytorialny
Prowincja dzieli się na jedenaście gmin (municipios): Consolación del Sur, Guane, La Palma, Los Palacios, Mantua, Minas de Matahambre, Pinar del Río, Sandino, San Juan y Martínez, San Luis, Viñales. Największą z nich jest Sandino, najmniejszą – San Luis. Najliczniej zamieszkana jest gmina Pinar del Río, najmniej – Mantua.